# 富山市立宮野小学校
富山市立宮野小学校（とやましりつ みやのしょうがっこう）は富山県富山市婦中町地角にある公立小学校。

## 概要
校舎は鉄筋コンクリート造3階建て、延床面積5,460m2、校舎内部は木材を多用し、温かみを持たせている。体育館は鉄筋コンクリート造一部2階建て延床面積1,504m2、第一アリーナは長さ31m、幅29m、可動式ステージを設置しバドミントンコート6面分の広さを確保した。2階には第二アリーナが設けられている。

## 沿革
旧・宮川小学校
- 1874年7月 - 新屋小学校を新屋村に創立。通学区域は広田、新屋、青島、為成新、萩島、十五丁、地角。
- 1879年12月 - 新屋より広田に移転し、拡張小学校と称す。
- 1887年4月 - 広田小学校と称し、尋常科と簡易科を併置。
- 1889年4月 - 田屋に分教場を置く。
- 1890年4月 - 宮川小学校と改称。
- 1892年10月 - 宮川尋常小学校と改称し、簡易科を廃止。
- 1893年4月 - 田屋分教場を併合し、校舎新築。
- 1903年4月 - 高等科を設置（尋常4年、高等科2年）。
- 1921年12月 - 校舎を新築。
- 1922年4月 - 通年制の農業補習学校を置く。
- 1929年4月 - 通年制の農業補習学校を廃止し、2年制の高等科を併設。
- 1941年4月 - 宮川国民学校に改称。
- 1947年4月 - 宮川小学校と改称、高等科廃止。
- 1955年1月 - 婦中町立となる。

旧・熊野小学校
- 1873年2月27日 - 道場2007番地舟木富弥宅にて新屋小学校創立[6]（通学区域は下井沢、道場、田屋、中名、堀、清水島、持田、蔵島、添島、板倉、板倉新、砂子谷）
- 1879年7月 - 中名210番地に移転。
- 1881年6月 - 板倉、砂子田、添島、板倉新は板倉に1校、田屋、下井沢は下井沢に新盛小学校を創立し、3校に分立。
- 1883年 - 初等科道場小学校と改称。9月、中名210番地に新築。新盛小学校へ1886年まで余川が加わる。
- 1885年4月 - 板倉新、添島を併合。
- 1887年4月 - 新盛小学校を廃止し、尋常科を成美小学校、簡易科を中名小学校と称す（下井沢は成美小学校に、田屋、田屋新は拡張小学校へ通学）。
- 1888年4月 - 成美小学校を廃止し、下井沢小学校を創立。
- 1890年 - 中名458番地に移転し道喜島、上新屋、萩島、十五丁、青島、為成新、下井沢を合併、通学区域とする。
- 1892年11月 - 熊野尋常小学校と改称。
- 1895年4月 - 高等科を併置（尋常科4年卒業生入学）。
- 1896年4月 - 3年制高等科となる。
- 1897年
  - 4月 - 高等科が4年制となる。
  - 7月 - 尋常補習科設置。
- 1908年4月 - 尋常科6年制となり、高等科2年制1学級を置く。
- 1911年7月 - 校舎新築。
- 1919年4月 - 農業補習科を併置。
- 1941年4月 - 熊野国民学校に改称[6]。
- 1947年4月 - 熊野小学校と改称、高等科廃止[6]。
- 1955年1月 - 婦中町立となる。

宮野小学校
- 1961年4月 - 婦中町立宮川小学校（1874年7月創立[7]）と婦中町立熊野小学校（1873年6月27日創立[8]）が統合し、宮野小学校発足。同年中に校舎新築工事に着手[9]。
- 1963年12月 - 新校舎（鉄筋コンクリート3階建て）に移転。宮川、熊野の両教場を廃止[9]。
- 1964年11月 - 旧講堂兼体育館が完成[9]。
- 1967年7月 - プール完成[10]。
- 1989年 - 校舎の改装が完了[6]。
- 1993年 - グラウンドを拡張[6]。
- 1999年12月20日 - 現在の校舎の完成式が挙行される[2]。
- 2003年3月12日 - 現在の体育館の完成式が挙行される[3]。

## 通学区域
婦中町広田１区～４区、婦中町浜子、婦中町中島、婦中町余川東、婦中町田屋、婦中町地角、婦中町新屋、婦中町横野、婦中町成子、婦中町中名、婦中町道場、婦中町下井沢、婦中町清水島、婦中町堀、婦中町道喜島、婦中町十五丁、婦中町為成新、婦中町青島、婦中町萩島、婦中町持田、婦中町添島、婦中町蔵島、婦中町ねむの木

## 進学先
- 公立中学校の進学先は、富山市立速星中学校

## 周辺
- 地角公民館
- 地角郵便局
- 富山県警察本部富山西警察署・宮野駐在所
- 富山県道7号富山八尾線